# Bembidion litorale
Bembidion litorale  (лат.) — палеарктический вид жуков-жужелиц из подсемейства трехин. Распространён от Британских островов и Испании южнее до Греции, севернее до Финляндии и восточнее через Азию до реки Лена. Обитают на освещённых солнцем песчаных, реже глинистых берегах рек и небольших озёр, часто среди растительности. Длина тела имаго 5—6 мм. Тело тёмно-бронзовое.